# بامبا
بامبا (به لاتین: Bumba, Democratic Republic of the Congo) یک شهر در جمهوری دموکراتیک کنگو است که در Mongala District واقع شده‌است. بامبا ۱۰۷٬۳۰۷ نفر جمعیت دارد و ۴۰۹ متر بالاتر از سطح دریا واقع شده.